# Hortense Mancini
Hortense Mancini (Roma, 6 de juny de 1646 – Chelsea, Londres, 9 de novembre de 1699) pertanyent a la famosa família dels Mancini i fou duquessa de Mazzarino.
Amb els seus germans Philipo Paolo i Marie es traslladà a França el 1653, i com la seva germana, ingressà en el convent de la Visitació. Estava dotada d'una bellesa singular, i fou la que reunia més atractius de totes les germanes; per això no és d'estranyar que aspiressin a la seva mà il·lustres pretendents, entre ells Carles II, Pere de Bragança (Pere II), el duc de Savoia, el comte de Coligny, etc.
El 1661 va contraure matrimoni amb Armand Charles de La Porte, marquès de La Meilleraye, al qual el cardenal Mazzari va transmetre la major part de la seva fortuna, amb la condició que prengués el seu nom i les seves armes; des de llavors el marit d'Hortense usà el títol de duc de Mazzarino.
Aquest matrimoni tampoc fou feliç, perquè Armand començà mostrar-se gelós de les freqüents visites que la seva esposa feia al sobirà, el que motivà repetides discòrdies entre els conjugues, que tingueren com a conseqüència la separació, passant Hortense a residir primer a casa del seu germà, el duc de Nevers, i posteriorment en l'abadia de Chelles, però cansada de la vida monacal, marxà a Itàlia al costat de la seva germana la princesa Colonna, i va fer el viatge en companyia del cavaller de Rohan, el seu amant segons veu pública.
Després de romandre una temporada a Roma, es traslladà a Savoia, i residí tres anys en la cort de Carles Manuel II. D'allà marxà a Anglaterra, a la mort de Carles Manuel II (1675), el qual l'havia apreciat molt; a Anglaterra hi trobà una favorable acollida per part de Carles II, el qual li concedí una pensió i la posà en relació amb homes eminents com Saint-Évremont, Isaac Vossius, etc.
En els últims anys de la seva vida patí alguns disgusts que amargaren la seva existència; fou el primer, la mort del baró de Benner, al que estimà amb verdadera passió, i que morí en un duel amb el comte de Soissons, nebot d'Hortense; també la Revolució de 1688 (Revolució Gloriosa) li causà molta intranquil·litat; no obstant, el nou rei  Guillem II li atorgà una pensió de 2.000 lliures.
Les seves Memories les redactà Saint-Réal. Madame de La Fayette digué d'Hortense que era, la més bella de les nebodes de Mazzari, sinó també una de les dones de cor més bonic, i madame de Sévigné afirmava que la justificació de la seva vida es trobava escrita en el rostre del seu espòs.